# Máquina de abraço
Uma máquina de abraço, também chamada de caixa de abraço, máquina de compressão ou caixa de compressão, é um dispositivo de pressão centrada projetado para acalmar pessoas hipersensíveis, como pessoas inseridas no espectro autista. Trata-se de um dispositivo terapêutico que alivia o estresse, e foi inventado pela psicóloga autista Temple Grandin quando ela estava na faculdade.
As pessoas inseridas no espectro autista têm alterações significativas no modo de interagir socialmente e na sensibilidade à estimulação sensoriais, o que pode tornar desconfortável e/ou difícil para que elas se sintam bem em recorrer a outras pessoas quando buscam conforto ou afeto. Ao desenvolver a máquina de abraços, Grandin buscou amenizar tais dificuldades facilitando o alívio sensorial.

## Características
A máquina de abraço consiste em duas placas laterais articuladas (de 120 cm de largura por 90 cm de altura cada) com acolchoamento espesso e macio, que unidas adquirem a forma de um "V"; e conta com caixa de controle em uma das extremidades além de tubos reforçados ligadas a um compressor de ar. A pessoa fica deitada ou agachada entre as placas laterais por um período curto ou longo, conforme desejado. Através da pressão exercida pelo compressor de ar, que pode ser ajustada pelo usuário, os painéis laterais aplicam uma pressão centralizada e uniforme sobre as partes laterais do corpo. O desenvolvimento e as características da máquina de abraço são retratados no filme biográfico homônimo de sua criadora, Temple Grandin (2010).

## História

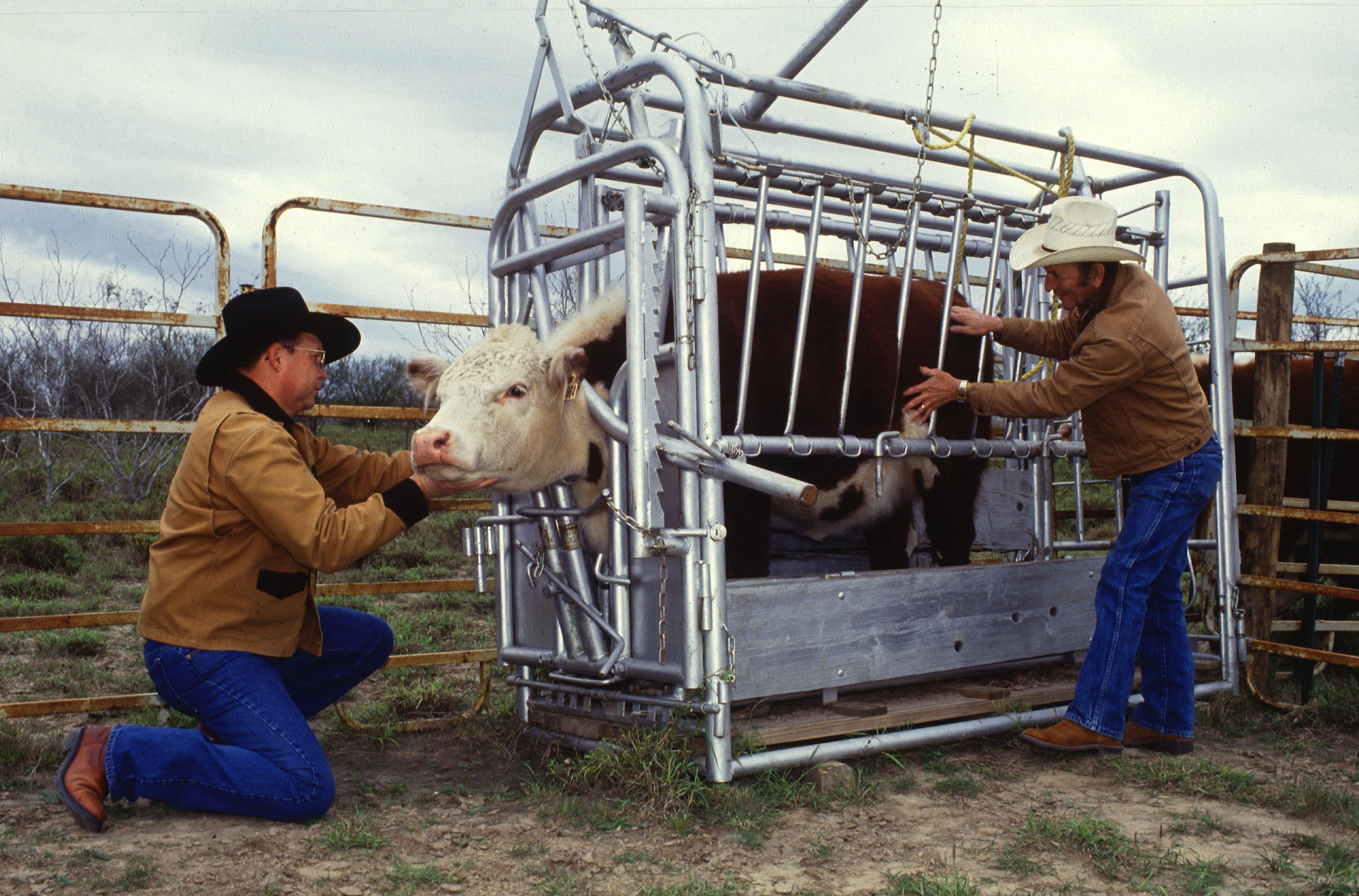
Bretes portáteis para acomodar gado, como o da foto, inspiraram Grandin a criar a máquina de abraços.

Quando criança, Grandin percebeu que sentia falta de um estímulo de pressão similar ao abraço, mas se sentia superestimulada quando alguém a abraçava ou mesmo a tocava. A ideia da máquina de abraços surgiu durante uma visita ao rancho de sua tia no Arizona, onde ela observou como os gados eram confinados em um brete para inoculação e notou que eles se acalmaram imediatamente após a pressão ser administrada. Ela percebeu que a pressão tinha um efeito calmante sobre o gado e pensou que algo semelhante poderia ser útil para acalmar sua própria hipersensibilidade.
Inicialmente, o dispositivo de Grandin foi reprovado quando psicólogos de sua faculdade tentaram confiscar seu protótipo de máquina de abraços. Seu professor de ciências, entretanto, a encorajou a determinar a razão pela qual o equipamento ajudaria a amenizar a ansiedade e os problemas sensoriais.

## Eficácia
Vários programas de terapia nos Estados Unidos usam máquinas de abraço, alcançando efeitos calmantes gerais eficazes em crianças e adultos com autismo. Um estudo de 1995 sobre a eficácia do dispositivo de Grandin, conduzido pelo Centro para o Estudo do Autismo em conjunto com a Universidade Willamette em Salem, Oregon, selecionou dez crianças do espectro autista e observou uma redução na tensão e ansiedade. Outros estudos, incluindo um da Dra. Margaret Creedon, encontraram resultados semelhantes. Um estudo piloto publicado no American Journal of Occupational Therapy relatou que a máquina produziu uma redução significativa na tensão, mas apenas uma pequena diminuição na ansiedade.
Grandin continuou a usar sua própria máquina de abraços regularmente a fim de obter a pressão necessária para aliviar os sintomas de sua ansiedade. "Eu me concentro em como posso fazer isso com delicadeza", disse ela. Um artigo que Grandin escreveu sobre sua máquina de abraços e os efeitos da estimulação de pressão centralizada foi publicado no Journal of Child and Adolescent Psychopharmacology.
Em uma entrevista à revista Time de 2010, Grandin disse que não usa mais sua máquina de abraços: "Ela quebrou há dois anos e nunca tive tempo de consertá-la. Agora estou abraçando pessoas."

## Poltronas e móveis
Durante a década de 1990, a artista e intervencionista urbana Wendy Jacob trabalhou com Grandin no desenvolvimento de móveis que pressionam ou "abraçam" os usuários, inspirada na máquina de abraços de Grandin.

## Análogos para animais
Várias roupas de compressão estão disponíveis para tratar a fobia de ruído em cães.